# Оптична техніка

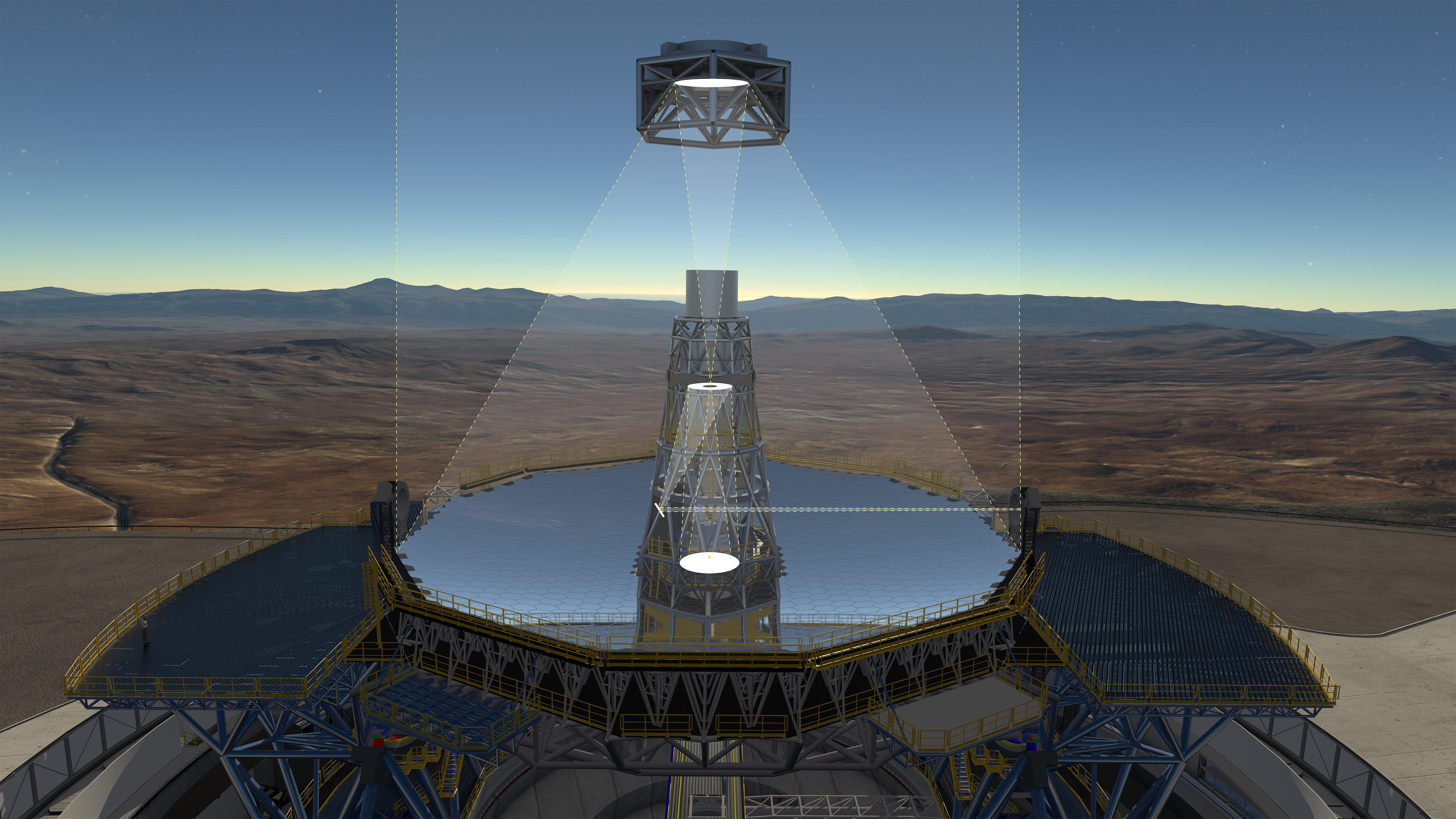
Оптична система ELT, що показує розташування дзеркал.

Оптична інженерія — область дослідження, яка фокусується на застосуванні оптики. Оптична техніка займається розробкою оптичних приладів, таких як лінзи, мікроскопи, телескопи та інше обладнання, яке використовує властивості світла за допомогою фізики та хімії.  Інші відомі галузі оптичної техніки включають оптичні датчики та вимірювальні системи, лазери, волоконно-оптичні системи зв'язку, системи оптичних дисків (наприклад, CD, DVD) тощо.
Інженери-оптики розробляють і будують пристрої, які маніпулюють світлом, застосовуючи знання з оптики. Інженери-електрики використовують загальні комп’ютерні засоби, такі як електронні таблиці та мови програмування, разом із спеціалізованим оптичним програмним забезпеченням, розробленим спеціально для цієї галузі для допомоги у розрахунках.
Оптична інженерна метрологія використовує оптичні методи для вимірювання мікровібрацій за допомогою таких інструментів, як лазерний спекл-інтерферометр, або для вимірювання властивостей різних мас за допомогою приладів, що вимірюють заломлення.